# Orville Turnquest
Sir Orville Alton Turnquest (Grants Town, 19 de julio de 1928) es un político bahamés que ocupó el cargo del Gobernador General de Bahamas desde el 3 de enero de 1995 hasta 13 de noviembre de 2001.

## Biografía
Turnquest obtuvo el Cambridge Junior Certificate, el Cambridge Senior Certificate y el London Matriculation Certificate en el Government High School entre 1942 y 1945, fue nombrado en las cámaras de abogados del difunto Honorable A. F. Adderley de 1947 a 1953, siendo llamado al Colegio de Abogados de Bahamas el 26 de junio de 1953. Posteriormente estudió en la Universidad de Londres (1957-60), obteniendo una licenciatura en derecho con honores, y en julio de 1960 fue admitido en el Colegio de Abogados inglés como miembro de Lincoln's Inn.
Fue Fiscal General de Bahamos y Ministro de Justica y de Exteriores desde 21 de agosto de 1992 y desde el 1 de septiembre de 1993 fue Viceprimer Ministro, Fiscal General y Ministro de Relaciones Exteriores. Fue nombrado caballero de la Orden de San Miguel y San Jorge en 1995.